# Европско првенство у атлетици у дворани 1975 — 1.500 метара за жене
Такмичење у  трци на 1.500 метара у женској конкуренцији на 6. Европском првенству у атлетици у дворани 1975. одржано је 8. и 9. марта 1975. године у дворани Скандинавијум у Гетеборгу, (Шведска).
Титулу европске првакиње освојену на Европском првенству у дворани 1974. у Ротердаму није  бранила Тонка Петрова из Бугарске.

## Земље учеснице
Учествовало је 14 атлетичарки из 11 земаља.
1. Белгија (1)
2. Бугарска (2)
3. Западна Немачка (1)
4. Источна Немачка (2)
5. Пољска (1)
6. Румунија (1)
7. Совјетски Савез (2)
8. Турска (1)
9. Уједињено Краљевство (1)
10. Француска (1)
11. Чехословачка (1)

## Рекорди
| Рекорди пре почетка Европског првенства у дворани 1975.     | Рекорди пре почетка Европског првенства у дворани 1975. | Рекорди пре почетка Европског првенства у дворани 1975. | Рекорди пре почетка Европског првенства у дворани 1975. | Рекорди пре почетка Европског првенства у дворани 1975. | Рекорди пре почетка Европског првенства у дворани 1975. |
| ----------------------------------------------------------- | ------------------------------------------------------- | ------------------------------------------------------- | ------------------------------------------------------- | ------------------------------------------------------- | ------------------------------------------------------- |
| Светски рекорд у дворани                                    | Франси Лареј                                            | САД                                                     | 4:09,8                                                  | Ричмонд, САД                                            | 3. март 1975.                                           |
| Европски рекорд у дворани                                   | Тонка Петрова                                           | Бугарска                                                | 4:10,91                                                 | Гетеборг, Шведска                                       | 10. март 1974.                                          |
| Рекорди европских првенстава у дворани                      | Тонка Петрова                                           | Бугарска                                                | 4:10,91                                                 | Гетеборг, Шведска                                       | 10. март 1974.                                          |
| Рекорди после завршеног Европског првенства у дворани 1975. |                                                         |                                                         |                                                         |                                                         |                                                         |
| Нових рекорда није било.                                    |                                                         |                                                         |                                                         |                                                         |                                                         |

## Сатница
| Датум         | Време | Ниво          |
| ------------- | ----- | ------------- |
| 8. март 1975  |       | Квалификације |
| 9. март 2075. |       | Финале        |

## Освајачи медаља
|                          |                                   |                             |
| Наталија Андреи Румунија | Татјана Канаскина Совјетски Савез | Елен Велман Западна Немачка |

## Резултати

### Квалификације
Такмичарке су посељене у две групе , а за финале се пласирају по три прволасиране из обе групе (КВ) и 2 на основу постигнутог резултата (кв)
| Место | Група | Атлетичар          | Земља                | Резултат | Белешка |
| ----- | ----- | ------------------ | -------------------- | -------- | ------- |
| 1.    | 2     | Елен Велман        | Западна Немачка      | 4:17,5   | КВ      |
| 2.    | 2     | Тамара Пангелова   | Совјетски Савез      | 4:17,6   | КВ      |
| 3.    | 2     | Румјана Чавдарова  | Бугарска             | 4:17,6   | КВ      |
| 4.    | 2     | Урлике Клапчински  | Источна Немачка      | 4:17,6   | кв      |
| 5.    | 2     | Мери Стјуарт       | Уједињено Краљевство | 4:21,5   | кв      |
| 6.    | 2     | Мари Франсоа Дибоа | Француска            | 4:22,7   |         |
| 7.    | 1     | Татјана Казанкина  | Совјетски Савез      | 4:23,0   | КВ      |
| 8.    | 1     | Кристијане Штол    | Источна Немачка      | 4:23,2   | КВ      |
| 9.    | 1     | Наталија Андреи    | Румунија             | 4:23,9   | КВ      |
| 10.   | 1     | Францине Петерс    | Белгија              | 4:26,3   |         |
| 11,   | 1     | Уршула Прасек      | Пољска               | 4:30,1   |         |
| 12,   | 1     | Василена Азмина    | Бугарска             | 4:36,4   |         |
| 13.   | 1     | Божена Судицка     | Чехословачка         | 4:38,9   |         |
| 14.   | 2     | Неше Четин         | Турска               | 4:46,8   |         |

### Финале
| Пласман | Атлетичарка        | Земља                | Резултат | Белешка |
| ------- | ------------------ | -------------------- | -------- | ------- |
|         | Наталија Андреи    | Румунија             | 4:14,7   |         |
|         | Татјана Казаљнкина | Бугарска             | 4:14,8   | ЛР      |
|         | Елен Велман        | Западна Немачка      | 4:16,2   | ЛР      |
| 4.      | Тамара Пангелова   | Совјетски Савез      | 4:16,5   |         |
| 5.      | Урлике Клапчински  | Источна Немачка      | 4:18,4   |         |
| 6,      | Мери Стјуарт       | Уједињено Краљевство | 4:18,6   |         |
| 7.      | Румјана Чавдарова  | Бугарска             | 4:23,2   |         |
| 8.      | Кристијане Штол    | Источна Немачка      | 4:28,1   |         |

## Укупни биланс медаља у трци на 1.500 метара за жене после 5. Европског првенства у дворани 1971—1975
Диисциплина није била на програму 1. Европског првенства 1970.
|    | Земља                |   |   |   |    |
| -- | -------------------- | - | - | - | -- |
| 1. | Совјетски Савез      | 1 | 2 | 2 | 5  |
| 2. | Бугарска             | 1 | 2 | 1 | 4  |
| 3. | Западна Немачка      | 1 | 0 | 1 | 2  |
| 4. | Уједињено Краљевство | 1 | 0 | 0 | 1  |
| 5. | Румунија             | 1 | 0 | 0 | 1  |
| 6. | Источна Немачка      | 0 | 1 | 1 | 2  |
|    | Укупно {6}           | 5 | 5 | 5 | 15 |

|    | Атлетичарка      | Земља           |   |   |   |   |
| -- | ---------------- | --------------- | - | - | - | - |
| 1. | Тонка Петрова    | Бугарска        | 1 | 1 | 0 | 2 |
| 2. | Тамара Пангелова | Совјетски Савез | 1 | 0 | 1 | 2 |
| 3. | Елен Велман      | Западна Немачка | 1 | 0 | 1 | 2 |
| 4. | Људмила Брагина  | Совјетски Савез | 0 | 2 | 0 | 2 |